# Grégory Baugé
Grégory Benoît Baugé (Maisons-Laffitte, 31 de enero de 1985) es un deportista francés, originario de la isla de Guadalupe, que compite en ciclismo en la modalidad de pista; nueve veces campeón mundial en las pruebas de velocidad individual y por equipos.
Participó en tres Juegos Olímpicos de Verano, entre los años 2008 y 2016, obteniendo en total cuatro medallas: una plata en Pekín 2008 (velocidad por equipos, junto con Kévin Sireau y Arnaud Tournant), dos platas en Londres 2012 (velocidad individual y por equipos con Michaël D'Almeida y Kévin Sireau) y un bronce en Río de Janeiro 2016 (velocidad por equipos con Michaël D'Almeida y François Pervis). En los Juegos Europeos de Minsk 2019 obtuvo una medalla de plata en la prueba de velocidad por equipos.
Ganó catorce medallas en el Campeonato Mundial de Ciclismo en Pista entre los años 2006 y 2019, y cuatro medallas en el Campeonato Europeo de Ciclismo en Pista, en los años 2013 y 2019.
A principios del año 2012, la UCI le aplicó un año de suspensión por faltar a dos controles antidopaje en el año 2011, quedando así anulados todos sus resultados de ese año, entre ellos los dos primeros puestos en las pruebas de velocidad individual y por equipos del Mundial.

## Medallero internacional
| Juegos Olímpicos   | Juegos Olímpicos           | Juegos Olímpicos  | Juegos Olímpicos      |
| Año                | Lugar                      | Medalla           | Competición           |
| ------------------ | -------------------------- | ----------------- | --------------------- |
| 2008               | Pekín (China)              | Medalla de plata  | Velocidad por equipos |
| 2012               | Londres (Reino Unido)      | Medalla de plata  | Velocidad individual  |
| 2012               | Londres (Reino Unido)      | Medalla de plata  | Velocidad por equipos |
| 2016               | Río de Janeiro (Brasil)    | Medalla de bronce | Velocidad por eqs     |
| Campeonato Mundial |                            |                   |                       |
| Año                | Lugar                      | Medalla           | Competición           |
| 2006               | Burdeos (Francia)          | Medalla de oro    | Velocidad por equipos |
| 2007               | Palma de Mallorca (España) | Medalla de oro    | Velocidad por equipos |
| 2007               | Palma de Mallorca (España) | Medalla de plata  | Velocidad individual  |
| 2008               | Mánchester (Reino Unido)   | Medalla de oro    | Velocidad por equipos |
| 2009               | Pruszków (Polonia)         | Medalla de oro    | Velocidad individual  |
| 2009               | Pruszków (Polonia)         | Medalla de oro    | Velocidad por equipos |
| 2010               | Ballerup (Dinamarca)       | Medalla de oro    | Velocidad individual  |
| 2010               | Ballerup (Dinamarca)       | Medalla de plata  | Velocidad por equipos |
| 2011               | Apeldoorn (Países Bajos)   | DSC               | Velocidad individual  |
| 2011               | Apeldoorn (Países Bajos)   | DSC               | Velocidad por equipos |
| 2012               | Melbourne (Australia)      | Medalla de oro    | Velocidad individual  |
| 2012               | Melbourne (Australia)      | Medalla de plata  | Velocidad por equipos |
| 2014               | Cali (Colombia)            | Medalla de bronce | Velocidad por equipos |
| 2015               | Saint-Quentin (Francia)    | Medalla de oro    | Velocidad individual  |
| 2015               | Saint-Quentin (Francia)    | Medalla de oro    | Velocidad por equipos |
| 2019               | Pruszków (Polonia)         | Medalla de plata  | Velocidad por equipos |
| Juegos Europeos    |                            |                   |                       |
| Año                | Lugar                      | Medalla           | Competición           |
| 2019               | Minsk (Bielorrusia)        | Medalla de plata  | Velocidad por equipos |
| Campeonato Europeo |                            |                   |                       |
| Año                | Lugar                      | Medalla           | Competición           |
| 2013               | Apeldoorn (Países Bajos)   | Medalla de plata  | Velocidad por equipos |
| 2014               | Baie-Mahault (Francia)     | Medalla de oro    | Velocidad individual  |
| 2014               | Baie-Mahault (Francia)     | Medalla de plata  | Velocidad por equipos |
| 2019               | Apeldoorn (Países Bajos)   | Medalla de bronce | Velocidad por equipos |